# Giuseppe Maria Borga
Giuseppe Maria Borga (* 26. Dezember 1935 in Prag) ist ein italienischer Diplomat.
Am 12. Oktober 1963 heiratete er in Giekau Agnes-Maria Toska Alice Aloysia von Hahn (* 21. Juni 1938 in Neuhaus) sie hatten vier Kinder.

## Studium
1956 schloss er ein Studium der Rechtswissenschaft ab.

## Werdegang
1961 trat er in den auswärtigen Dienst und wurde Vizekonsul in München.
1963 wurde er zum Gesandtschaftssekretär in Washington, D.C. ernannt.
1968 wurde er dort zum Legationsrat ernannt.
1972 wurde er nach London entsandt.
Ab 1978 leitete er die Wirtschaftsabteilung des Außenministeriums in Rom und wurde zum Ministre plénipotentiaire ernannt.
1979 wurde er dort zum Gesandten zweiter Klasse ernannt.
1985 wurde er dort zum Gesandten erster Klasse ernannt.
Von 1986 bis 1990 war er Botschafter in Stockholm (Schweden).
Von 1991 bis 1992 war er  stellvertretender Generaldirektor im Außenministerium.
Von 1993 bis 1997 Botschafter in Buenos Aires (Argentinien).
Von 1998 bis 2000 war er Botschafter in Lima (Peru).
2000 wurde er in den Ruhestand versetzt.